# Кульков, Михаил Максимович
Михаил Максимович Кульков (26 апреля (9 мая) 1891, д. Константиново, Бежецкий уезд, Тверская губерния, Российская империя — 23 февраля 1939) — советский партийный деятель, первый секретарь Киргизского областного комитета ВКП(б) (1929—1930).

## Биография
Сын рабочего-текстильщика. Окончил сельскую школу (срок обучения 4 года). В середине 1925—1927 гг. проходил обучение в Коммунистической Академии имени Я. М. Свердлова
С 1904 г. рабочий-шорник на различных московских заводах. С 1908 г. профсоюзный активист. В 1912 г. один из организаторов стачки на заводе «Острем» (Санкт-Петербург).
В 1915 г. вступил в РСДРП(б). В том же году уехал в Брянск. В ноябре 1917 г участник установления советской власти в Брянской губернии.
В 1918 г. председатель Брянской губернской Чрезвычайной комиссии, в 1919 г. — председатель Брянского уездного комитета РКП(б), в 1920 г. — председатель исполнительного комитета Бежицкого уездного Совета.
В 1920 г. — секретарь комитета РКП(б) завода «Шоркож» (Москва), секретарь комитета РКП(б) завода «Красный поставщик» (Москва). Затем был переведен в Замоскворецкий райком РКП(б) Москвы. В 1922 г. становится председателем Правления Московского Союза кожевников, председателем Московского отделения Международной организации помощи революции.
- 1924—1926 гг. — заместитель заведующего организационным отделом ЦКК РКИ,
- 1927—1929 гг. — заместитель полномочного представителя ЦК ВКП(б) в Среднеазиатском бюро ЦК ВКП(б), член ЦКК КП(б) Туркмении,
- 1929—1930 гг. — первый секретарь Киргизского областного комитета ВКП(б), член Среднеазиатского бюро ЦК ВКП(б),
- 1931—1934 гг. — первый секретарь Замоскворецкого, затем Пролетарского районных комитетов ВКП(б) Москвы,
- 1934—1935 гг. — заведующий отделом партийных кадров Московского городского комитета ВКП(б),
- 1935—1937 гг. — второй секретарь Московского городского комитета ВКП(б),
- февраль-октябрь 1937 г. — уполномоченный Комиссии партийного контроля при ЦК ВКП(б) по Азово-Черноморскому краю,
- 1937—1938 гг. — уполномоченный Комиссии партийного контроля при ЦК ВКП(б) по Ростовской области,
- 1938 г. — директор Соболево-Щёлковской прядильно-ткацкой фабрики.

Член ЦК ВКП(б) (1937—1938), кандидат в члены (1934—1937). Член ЦКК РКП(б)/ВКП(б) (1924—1925 и 1930—1934).
Делегат II Съезда Советов. Депутат Верховного Совета СССР 1-го созыва.
27 октября 1938 г. был арестован.Внесён в список Л. Берии — А. Вышинского от 15 февраля 1939 года по 1-й категории. 22 февраля 1939 года приговорен Военной коллегией Верховного суда СССР к смертной казни. Приговор приведён в исполнение в ночь на  23 февраля 1939 г. Место захоронения - «могила невостребованных прахов» № 1 крематория Донского кладбища. Реабилитирован посмертно 5 ноября 1955 года ВКВС СССР.
Н. С. Хрущёв так написал о М. М. Кулькове: «Московский пролетарий, член партии с 1916 г., не блиставший особыми качествами, но вполне честный и надежный человек» (Н. Хрущев, «Воспоминания»).